# ضغط نهاية الزفير الإيجابي
ضغط نهاية الزفير الإيجابي (بالإنجليزية: Positive end-expiratory pressure)‏ ويدعى اختصاراً (PEEP) هو الضغط المتواجد داخل الرئتين (ضغط سنخي) في نهاية الزفير والذي يعد أعلى من الضغط الجوي (المتواجد خارج الجسم). يرجع اكتشافه إلى طبيب التخدير البريطاني جون سكوت إنكستر عام 1968. يشمل ضغط نهاية الزفير الإيجابي نوعين رئيسيين هما النوع الخارجي (يطبق بواسطة جهاز التنفس الصناعي) والنوع الداخلي (ينشأ نتيجة عدم خروج الهواء كاملاً خلال الزفير).

## الأنواع
- النوع الداخلي (التلقائي): ينشأ نتيجة احتباس الهواء التصاعدي داخل الحويصلات الهوائية وذلك نتيجة عدم إتمام الزفير قبل الشروع في النفس التالي، يتسبب الاحتباس الهوائي في زيادة الضغط السنخي في نهاية الزفير. ينشأ هذا النوع بشكل شائع في حالات فرط التنفس، الحلات التي ينتج عنها تقييد تدفق الزفير كما في حالات الربو، وحالات انسداد السبيل التنفسي.[4] يعد هذا النوع مرضياً ويتطلب وقف زيادة الضغط والاحتباس الهوائي والشروع في الحد منه.[5]

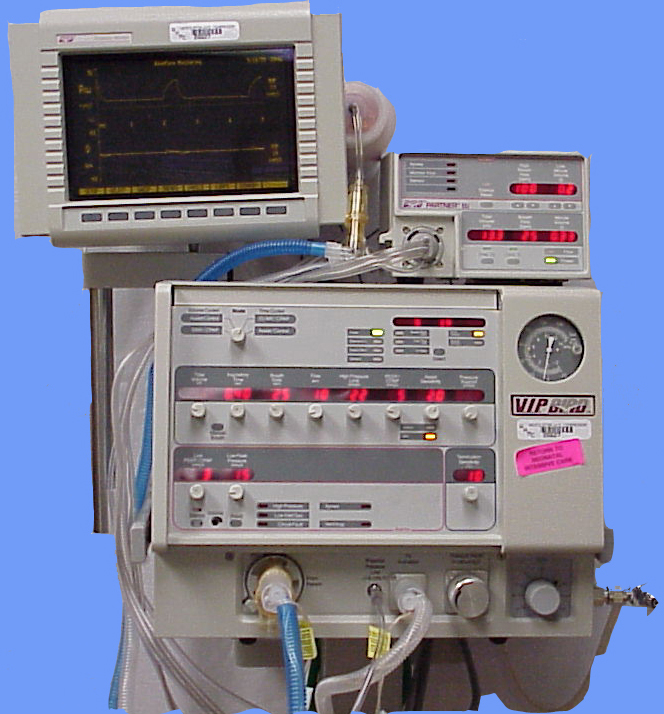
جهاز تنفس صناعي

- النوع الخارجي (التطبيقي): هو أحد العوامل التي يتم تحديدها مباشرة خلال عملية التهوية الصناعية عن طريق جهاز التنفس الصناعي. يمكن تحديد عدة قيم للضغط المطلوب بحسب نوع الحا آلة المرضية ومستواها، من المعتاد اختيار مستوى ضغط 4-5 سم ماء في أغلب المرضى لتقليل معدل انغلاق الحويصلات الهوائية،[6] يمكن استخدام مستوى أعلى من 5 سم ماء في حالة نقص التأكسج كما في حالات إصابات الرئة الحادة ومتلازمة الضائقة التنفسية الحادة وبعض حالات الفشل التنفسي.[7]

## المضاعفات
ترتبط المضاعفات بالنوع الخارجي بشكل رئيسي وتشمل:
- اصابة الرئتين بالرضح الضغطي نتيجة اضطراب الحويصلات الهوائية خصوصاً مع المستويات المرتفعة من الضغط (أكثر من 20 سم ماء)، قد يصاحب بتسرب الهواء إلى التجويف الجنبي مسبباً استرواح الصدر أو قد يتسرب إلى غشاء التامور أو البطن.
- انخفاض النتاج القلبي نتيجة نقص العائد الوريدي.
- قصور وظائف الكلى نتيجة انخفاض معدل الترشيح الكبيبي.[8]
- ارتفاع الضغط داخل القحف (نظرياً)، بينما تشير عدد من الدراسات إلى عدم تأثره.[9]
- نقص التغذية الدموية للكبد ما قد يترتب عليه الإصابة بالفشل الكبدي الحاد[3]